# Canada 3000
Canada 3000 était une entreprise canadienne spécialisée dans le transport aérien nolisé. Basée à Toronto, elle était parmi les grands transporteurs canadiens du genre, en concurrence avec d'autres grandes entreprises aériennes comme Air Canada, Air Transat et WestJet.  À son apogée, en 2001, elle volait jusqu'en Australie (Sydney) et aux Fidji (Nadi).
Elle a dû mettre fin à ses opérations après les attentats terroristes du 11 septembre 2001, en raison de déclins de profits provoqués par cet évènement. 
Il y a eu plusieurs tentatives de reprise d'activité par l'entreprise, soldé par des échecs. Les quartiers généraux étaient localisé à Etobicoke, au sud-est de Toronto,. 

## Histoire
La compagnie aérienne a été créée en 1988 par la compagnie britannique Air 2000, initialement pour le service d'affrètement afin de louer certains de ses avions pour des voyages au Canada. La compagnie s'est vu refuser la licence d'exploitation par l'agence nationale des transports NTA pour des raisons de propriété de l'entreprise britannique. La compagnie Air 2000 abandonna sa position de propriétaire et le futur "Canada 3000" commença ses opérations en Décembre 1988. En Mai 1989, la compagnie aérienne changea de nom pour Canada 3000. L'année suivante, la compagnie aérienne a acquis Ctionair et une filiale a été créé à Mexico sous le nom Aerofiesta. Les propriétaires de la compagnie étaient la famille Deluce, le président John Lecky et Adventure Tours (25, 45 et 30% respectivement). Après la disparition de Wardair, l'objectif de la compagnie était de devenir le plus grand transporteur charter du Canada, une position qu'elle a atteinte en 1991.
Durant l'été 1997, le programme de vol de la compagnie Canada 3000 montrait que la compagnie desservait des stations présentes en Belgique, au Danemark, en Angleterre, en France, au Portugal, en Allemagne, au Portugal, aux États-Unis en plus du Canada.
En 1998, le cofondateur et PDG Angus Kinnear a obtenu le Tony Jannus Award pour ses contribution dans le domaine des transports commerciaux aériens. En 1998, la compagnie transportait 2.5 millions de passagers annuellement dans des destinations de 22 pays. En Avril 1998, Canada 3000 devint le premier opérateur commercial de l'Airbus A330-200. 
En 2000, la compagnie entra en bourse et leva trente millions de dollars lors d'une introduction en bourse. En janvier 2001, le Canada 3000 a acheté le transporteur charter Royal Airlines de Montréal (Québec) pour 84 millions de dollars. La compagnie acquis également la branche cargo de Royal Airlines, la renommant Canada 3000 Cargo. En Mars 2001, la compagnie racheta CanJet Airlines pour 7,5 millions de dollars américains. En octobre 2001, un mois avant son retrait, Canada devint la première compagnie aérienne à fournir un service sans escale de l'Amérique du Nord vers l'Inde. 
Le 8 Novembre 2001, la compagnie s'est soudainement effondrée. La compagnie a déposé son bilan, évoquant une baisse du trafic aérien dans les semaines qui ont suivi les attentats terroristes du 11 septembre 2001 aux États-Unis. Les avions sont restés au sol dans les différents aéroports, laissant plusieurs dizaines de milliers de passagers immobilisés. Après des arrangements financiers avec le gouvernement canadien et le Canada Labour Board qui n'ont pu être tenus par la compagnie, les autorités aéroportuaires de Toronto et de St John's avaient saisi des avions sous l'autorité des tribunaux et les directeurs de la compagnie Canada 3000 ont décidé de cesser leurs activités.  
En dépôt de bilan, la branche Canada 3000 Cargo qui était toujours opérante fut vendue et devient CargoJet Airways, dirigée par l'ancien directeur Ajay Virmani. En 2002, Michel Leblanc, l'ancien propriétaire de Royal Airlines, puis directeur de Canada 3000 a créé une compagnie aérienne régulière à bas prix,Jetsgo, qui a duré près de 3 ans avant de tomber sous la protection de la loi sur les fraudes en mars 2005. Le PDG, Robert Deluce, resta dans le business avec la compagnie Porter Airlines.  
En 2005, un groupe d'investisseurs a tenté de relancer une "nouvelle" Canada 3000, avec deux Boeing 757-200.

## Flotte
La flotte opérante de Canada 3000 était la suivante:
| Modèle          | Total |
| --------------- | ----- |
| Airbus A310-300 | 4     |
| Airbus A319-100 | 1     |
| Airbus A320-200 | 13    |
| Airbus A330-200 | 4     |
| Airbus A340-300 | 1     |
| Boeing 737-200  | 18    |
| Boeing 757-200  | 14    |